# Wülflingen
Wülflingen är ett stadsdelsområde (Stadtkreis) i kommunen Winterthur i kantonen Zürich, Schweiz. 
Wülflingen består av stadsdelarna Weinberg, Oberfeld, Lindenplatz, Niederfeld, Neuburg, Hardau, Härti och Taggenberg.